# Apollonia TV
Apollonia TV este singura televiziune studențească din România.
Lansat în martie 2012, canalul emitea inițial exclusiv în Universitatea Apollonia până în 2015 când a primit licența de la CNA.
Din 30 iunie 2016 Apollonia TV s-a lansat oficial și pe cablu la UPC România (acum Vodafone România) ca și canal local pentru mai mule localități din Iași.
Din 15 aprilie 2019 Apollonia TV s-a extins în 23 de județe (inclusiv în București) devenind canal regional.
Din 12 ianuarie 2023, CNA a aprobat solicitarea reprezentanților Apollonia TV privind trecerea televiziunii în formatul Full HD precum și extinderea acoperirii acesteia în restul țării.

## Emisiuni

### Emisiuni difuzate în prezent
- Alchimii literare
- Bună-i dimineața!
- Caleidoscop cultural
- Colicviile ECRE
- Corp și intimitate
- Cortina de sticlă
- Credința
- Ediție specială
- Dialogul speranței
- Imagini din cuvinte
- Inimă de român
- Justiția pentru toți
- Magistrul și discipol
- Mirajul muzicii
- Moda pentru mâine
- Prin lumea globalizată
- Repere medicinale
- Reportaj Apollonia TV
- Restituiri
- Scena
- Știrile Apollonia TV
- Univers politic
- Videotecă excelenței

### Emisiuni anulate
- Apollonia în direct
- Arena sportivă
- Athanor cultural
- Confesiuni literare
- Consinanțe pe portativ
- Corpore Sano
- Cozeeii duminicale
- Cuvânt de elev
- De ochiul artei
- Delicii culinare
- Dialoguri cu Adi Cristi
- Dialoguri politice
- Din tainele justiției
- Editura Cartea Românească Educațional
- Educația încotro
- Evenimentul zilei
- Frontierele cunoașterii
- Gaudeamus 2020
- La porțile dorului
- Libris 2021
- Ia'și alege
- Identități culturale
- Invitație la masă
- Invitații lui Holban
- Izvoarele folclorului
- Întâlniri de seară
- Monografii rurale
- Moștenitorii lui Socrate
- Nou în librării
- O voce pentru România
- Oameni de succes
- Oameni la datorie
- Ora de folclor
- Orașul studenției mele
- Parlamentul la Iași
- Portrete în mișcare
- Problemele orașului
- Pulsul comunității
- Pulsul Moldovei
- Realități regionale
- Reflector regional
- Revista presei culturale
- Săptămâna sportivă
- Spectacol și spectator
- Stop cadru
- Studioul de poezie
- Sub semnul crucii
- Top tech
- Ține cu dinții
- Un zâmbet sănătos
- Universitaria
- Viața de student